# 鲍里斯二世
鲍里斯二世（？—977年）是保加利亚帝国的沙皇。在位期间为969年至971年。